# Форначе (Пистоја)
Форначе (итал. Fornace) је насеље у Италији у округу Пистоја, региону Тоскана.
Према процени из 2011. у насељу је живело 39 становника. Насеље се налази на надморској висини од 810 м.